# Маріо Джанні
Маріо Джанні (італ. Mario Gianni, 19 листопада 1902, Генуя — липень 1967, Мілан) — італійський футболіст, що грав на позиції воротаря. По завершенні ігрової кар'єри — тренер.
Значну частину кар'єри провів у «Болоньї», з якою став триразовим чемпіоном Італії та дворазовим володарем Кубка Мітропи. Також грав за національну збірну Італії.

## Клубна кар'єра
У дорослому футболі дебютував 1919 року виступами за команду «Піза», в якій провів п'ять сезонів, взявши участь у 57 матчах чемпіонату.
Своєю грою за цю команду привернув увагу представників клубу «Болонья», до складу якого приєднався 1924 року. Відіграв за болонську команду наступні дванадцять сезонів своєї ігрової кар'єри, взявши участь у 342 матчах в чемпіонаті (з них 201 в Серії А, створеній в 1929 році), опинившись на десятому місці за кількістю виступів за клуб в історії. За цей час тричі виборював титул чемпіона Італії та двічі ставав володарем Кубка Мітропи.
Завершив ігрову кар'єру у клубі «Будріо», де протягом 1937—1938 років був граючим тренером.

## Виступи за збірну
1927 року дебютував в офіційних матчах у складі національної збірної Італії. Протягом кар'єри у національній команді, яка тривала 7 років, провів у формі головної команди країни 6 матчів.

## Кар'єра тренера
З 1937 року працював граючим тренером клубу «Будріо», який наступного року об'єднався з командою «Молінелла» і став виступати у Серії С. Джанні Став головним тренером цієї команди і в першому ж сезоні вивів її до Серії Б, після чого покинув команду.
В подальшому очолював нижчолігові клуби «Прато», «Імола» та «Каррарезе».
Останнім місцем тренерської роботи був клуб «Чезена», головним тренером команди якого Маріо Джанні був недовго у 1945 році.
Помер у липні 1967 року на 65-му році життя у місті Мілан.

## Статистика виступів

### Статистика виступів за збірну
| Дата       | Місто    | Господарі      | Результат | Гості     | Турнір                   | Голи | Примітки |
| ---------- | -------- | -------------- | --------- | --------- | ------------------------ | ---- | -------- |
| 29-5-1927  | Болонья  | Італія         | 2 – 0     | Іспанія   | товариський матч         | -    |          |
| 15-4-1928  | Порту    | Португалія     | 4 – 1     | Італія    | товариський матч         | -    |          |
| 28-10-1932 | Прага    | Чехословаччина | 2 – 1     | Італія    | Кубок Центральної Європи | -    |          |
| 27-11-1932 | Мілан    | Італія         | 4 – 2     | Угорщина  | товариський матч         | -    | кап.     |
| 1-1-1933   | Болонья  | Італія         | 3 – 1     | Німеччини | товариський матч         | -    |          |
| 12-2-1933  | Брюссель | Бельгія        | 2 – 3     | Італія    | товариський матч         | -    |          |
| Усього     |          | Матчів         | 6         |           | Голів                    | 0    |          |

### Статистика виступів у кубку Мітропи
| №                      | Розіграш               | Стадія                 | Дата та місце проведення | Команда 1              | Рахунок                                              | Команда 2         | Голи та інші дії |
| ---------------------- | ---------------------- | ---------------------- | ------------------------ | ---------------------- | ---------------------------------------------------- | ----------------- | ---------------- |
| 1                      | 1932                   | 1/4                    | 10.06.1932, Болонья      | Болонья                | 5:0                                                  | Спарта (Прага)    |                  |
| 2                      | 1932                   | 1/4                    | 28.06.1932, Прага        | Спарта (Прага)         | 3:0                                                  | Болонья           |                  |
| 3                      | 1932                   | 1/2                    | 10.07.1932, Болонья      | Болонья                | 2:0 [Архівовано 25 лютого 2021 у Wayback Machine.]   | Ферст Вієнна      |                  |
| 4                      | 1932                   | 1/2                    | 17.07.1932, Відень       | Ферст Вієнна           | 1:0 [Архівовано 25 лютого 2021 у Wayback Machine.]   | Болонья           | ВП 5'            |
| 5                      | 1934                   | 1/8                    | 17.06.1934, Болонья      | Болонья                | 2:0 [Архівовано 5 травня 2021 у Wayback Machine.]    | Бочкаї (Дебрецен) |                  |
| 6                      | 1934                   | 1/8                    | 24.06.1934, Будапешт     | Бочкаї (Дебрецен)      | 2:1 [Архівовано 5 травня 2021 у Wayback Machine.]    | Болонья           |                  |
| 7                      | 1934                   | 1/4                    | 1.07.1934, Болонья       | Болонья                | 6:1 [Архівовано 25 лютого 2021 у Wayback Machine.]   | Рапід (Відень)    |                  |
| 8                      | 1934                   | 1/4                    | 8.07.1934, Відень        | Рапід (Відень)         | 4:1 [Архівовано 25 лютого 2021 у Wayback Machine.]   | Болонья           | ВП 14'           |
| 9                      | 1934                   | 1/2                    | 15.07.1934, Будапешт     | Ференцварош            | 1:1 [Архівовано 5 травня 2021 у Wayback Machine.]    | Болонья           |                  |
| 10                     | 1934                   | 1/2                    | 22.07.1934, Болонья      | Болонья                | 5:1 [Архівовано 5 травня 2021 у Wayback Machine.]    | Ференцварош       |                  |
| 11                     | 1934                   | Фінал                  | 5.09.1934, Відень        | Адміра (Відень)        | 3:2 [Архівовано 25 лютого 2021 у Wayback Machine.]   | Болонья           |                  |
| 12                     | 1934                   | Фінал                  | 9.09.1934, Болонья       | Болонья                | 5:1 [Архівовано 25 лютого 2021 у Wayback Machine.]   | Адміра (Відень)   |                  |
| 13                     | 1936                   | 1/8                    | 21.06.1936, Болонья      | Болонья                | 2:1 [Архівовано 5 листопада 2020 у Wayback Machine.] | Аустрія (Відень)  | ВП 53'           |
| 14                     | 1936                   | 1/8                    | 28.06.1936, Відень       | Аустрія (Відень)       | 4:0 [Архівовано 25 лютого 2021 у Wayback Machine.]   | Болонья           |                  |
| Всього в кубку Мітропи | Всього в кубку Мітропи | Всього в кубку Мітропи | Всього в кубку Мітропи   | Всього в кубку Мітропи | 14                                                   | Голи              | -22              |

## Титули і досягнення

### Як гравця
- Чемпіон Італії (3):

«Болонья»: 1924–25, 1928–29, 1935–36
- Володар Кубка Мітропи (2):

«Болонья»: 1932, 1934
- Переможець міжнародного турніру до всесвітньої виставки у Парижі:

«Болонья»: 1937